# Anna Kędzierska (poseł)
Anna Kędzierska (ur. 30 sierpnia 1940 w Łysej Górze, zm. 23 lutego 2013) – polska ceramik i polityk, posłanka na Sejm PRL IX kadencji.

## Życiorys
Została absolwentką Średnią Szkołę Rzemiosł Artystycznych w Łysej Górze i w 1963 Technikum Ceramicznego w Chodzieży. Od 1958 pracowała w Ośrodku Wzornictwa w Chodzieży jako zdobnik ceramik, a w latach 1964–1974 była starszym mistrzem malarni we Wrocławskich Zakładach Ceramiki Stołowej. Następnie pracowała jako specjalista ds. wzornictwa – projektant w Zakładach Płytek Ceramicznych w Opocznie. Była przewodniczącą Zarządu Zakładowego, członkinią Zarządu Miejskiego Ligi Kobiet Polskich, a także radną Miejskiej Rady Narodowej w Opocznie. W latach 1985–1989 pełniła mandat posłanki na Sejm PRL IX kadencji w okręgu Piotrków Trybunalski jako bezpartyjna, zasiadając w Komisji Budownictwa, Gospodarki Przestrzennej, Komunalnej i Mieszkaniowej oraz w Komisji Skarg i Wniosków.
Odznaczona Medalem 40-lecia Polski Ludowej oraz Odznaką „Za Zasługi dla Województwa Piotrkowskiego”.
Pochowana w Żabnie.